# 会话劫持
会话劫持（英語：Session hijacking），是一种网络攻击手段，黑客可以通过破坏已建立的数据流而实现劫持。

## 技术实现
- 中间人攻击（Man-in-the-Middle Attack）
- SMB会话劫持

## 相关文献
- 会话劫持 （页面存档备份，存于）中间人攻击
- 攻击技术分类研究[永久]（PDF）